# راز و نیاز (آلبوم)
| بررسی انتقادی | بررسی انتقادی |
| منبع          | رتبه‌بندی      |
| ------------- | ------------- |
| آل‌میوزیک      | [ ۲ ]         |

 راز و نیاز نام یک آلبوم موسیقی اثر حسین علیزاده، هنرمند ایرانی است با صدای علیرضا افتخاری که در سبک سنتی تهیه شده و دارای ۱۳ آهنگ است. این آلبوم در دستگاه راست پنجگاه ساخته شده‌است.

## فهرست آهنگ‌ها
| ردیف | آهنگ                      |
| ۱    | چهارمضراب راست پنجگاه     |
| ۲    | درآمد                     |
| ۳    | سماع آسمان                |
| ۴    | عشاق                      |
| ۵    | فرود                      |
| ۶    | تصنیف آهوی وحشی           |
| ۷    | راز و نیاز                |
| ۸    | شوشتری                    |
| ۹    | بختیاری                   |
| ۱۰   | مثنوی                     |
| ۱۱   | بیات راجه                 |
| ۱۲   | چهارمضراب، فرود           |
| ۱۳   | تصنیف بیا تا گل برافشانیم |